# Kangiqtugaapiruluup Niaqunnguunga
Kangiqtugaapiruluup Niaqunnguunga ist eine Halbinsel auf der Baffininsel im kanadischen Territorium Nunavut. Die Landspitze trennt den Kangert Fiord von der Davisstraße.
Kangiqtugaapiruluup Niaqunnguunga ist etwa 1600 Meter lang und bis zu 1600 Meter breit.